# Municipio de Sage (Arkansas)
El municipio de Sage (en inglés: Sage Township) es un municipio ubicado en el condado de Izard en el estado estadounidense de Arkansas. En el año 2010 tenía una población de 315 habitantes y una densidad poblacional de 10,36 personas por km².

## Geografía
El municipio de Sage se encuentra ubicado en las coordenadas 36°2′23″N 91°49′27″O / 36.03972, -91.82417. Según la Oficina del Censo de los Estados Unidos, el municipio tiene una superficie total de 30.41 km², de la cual 30,41 km² corresponden a tierra firme y (0 %) 0 km² es agua.

## Demografía
Según el censo de 2010, había 315 personas residiendo en el municipio de Sage. La densidad de población era de 10,36 hab./km². De los 315 habitantes, el municipio de Sage estaba compuesto por el 94,92 % blancos, el 0,63 % eran afroamericanos, el 0,63 % eran amerindios y el 3,81 % eran de una mezcla de razas. Del total de la población el 0,95 % eran hispanos o latinos de cualquier raza.